# Paul Liepmann
Paul David Liepmann (* 24. Mai 1856 in Berlin; † 5. Januar 1932 ebenda) war ein deutscher Richter und Politiker.

## Leben
Paul Liepmann war ein Sohn des Bankiers Louis Liepmann (* 14. Mai 1816; † 9. März 1906) und der Fanny Plaut (* 11. März 1831; † 4. Mai 1908).  Sein Bruder war der Neurologe Hugo Liepmann.
Liepmann studierte an der Universität Leipzig, der Ruprecht-Karls-Universität Heidelberg, der Friedrich-Wilhelms-Universität zu Berlin und der Georg-August-Universität Göttingen Rechts- und Staatswissenschaften. 1875 wurde er Mitglied des Corps Guestphalia Leipzig. Nach dem Studium und der Promotion zum Dr. iur. schlug er die Richterlaufbahn ein. 1887 wurde er Amtsrichter und 1898 Amtsgerichtsrat in Charlottenburg. 1906 nahm er als Richter seinen Abschied. Er war der Autor von strafrechtlichen Schriften.
Liepmann war Stadtverordneter in Charlottenburg und gehörte der Zwecksverbandsversammlung Groß-Berlin an. Von 1913 bis 1918 saß er als Abgeordneter des Wahlkreises Potsdam 9 (Teltow, Stadtkreis Berlin-Wilmersdorf, Beeskow-Storkow) im Preußischen Abgeordnetenhaus. Er war Mitglied der Fraktion der Nationalliberalen Partei, deren Zentralvorstand er auch angehörte. Zuvor bei der Wahl 1908 war er als erster jüdischer Kandidat der Nationalliberalen nach fast 30 Jahren noch seinem konservativen Gegenkandidaten in einer Stichwahl unterlegen. Bei der Reichstagswahl von 1912 trat er in Charlottenburg für die Wahl von Stadtrat Leopold Spiegel, des Kandidaten der Fortschrittlichen Volkspartei, ein.
Liepmann war Vorsitzender des Vorstands der Jacob-Plaut-Stiftung in Berlin und gehörte dem Kuratorium der Louis-Liepmann-Stiftung an.
Im Jahr 1889 heiratete er Anna Auguste Sanct Goar (1868–1942). Seine Ehefrau starb im Ghetto Theresienstadt. Sein Sohn war der Offizier und Jurist Rudolf Liepmann.

## Ehrungen
- Charakter als Geh. Justizrat

## Schriften
- Summarisches Strafverfahren in England und Strafverfahren in Schottland, 1908